# Clàudia Cabero
Clàudia Cabero Olaya, född 4 november 1986 i Barcelona, är en katalansk (spansk) singer-songwriter. Hon har givit ut en EP och ett album med egenkomponerad musik, med sång på katalanska och portugisiska. 2018 vann hon den katalanska musiktävlingen Sons de la Mediterrània.

## Biografi
Cabero föddes i en familj av musiker. Hon utbildade sig till arkitekt men ägnade sig åt sång som en hobby.
2016 började hon medverka i konserter där hon sjöng egenkomponerad musik, till eget arrangemang med gitarr och looper. Året efter vann hon den katalanska musiktävlingen Sons de la Mediterrània, i samband med evenemanget Fira Mediterrània i Manresa. 2018 gavs även hennes EP Melic ut, med egenkomponerade låtar (med inspiration från traditionella visa, fado och jazz) på katalanska och portugisiska.
Hösten 2019 publicerades Caberos första fullängdsalbum, Aorta. Medan debut-EP:n var egenutgiven, stod skivbolaget U98 Music här för produktionen. Två av låtarna från EP:n – "El llimoner" ('citronträdet') och "Lisboa" – återkom här i delvis nya arrangemang.
Vid konsertframträdandena under hösten 2019 har Cabero på scen kompletterats av ett riktigt band, med Sandra Monfort (klassisk gitarr), Guillem Aguilar (bas), Pau Romero (elgitarr och synthesizer) och Martí Hosta (slagverk). Aguilar och Monfort hade även tidigare varit tidigare av Caberos konserter.
Hösten 2019 fick Clàudia Cabero motta musikpriset Premi Miquel Martí i Pol, för sin insjungning av Rosa Maria Arrazolas dikt "Dona-dindi".

## Diskografi
- 2018 – Melic, (EP, egenutgiven)
- 2019 – Aorta, U98 Music